# エンダーズ・デッドリードライヴ 東京蹴球旅団2029
『エンダーズ・デッドリードライヴ 東京蹴球旅団2029』は、後藤勝の小説。カンゼンから2014年7月に刊行されたサッカー小説。2029年の東京を舞台としている。

## 登場人物

### 銀星倶楽部
群青叶（ぐんじょう かなえ）
本篇の主人公。フットボールクラブ「銀星倶楽部」のオーナー社長上水流領と、妾の母の間に生まれた。母と死別したあと叔父と叔母の許に預けられるがひきこもりを繰り返し、ドロップアウト。単身、南米へと渡り現地でプロサッカー選手となる。コロンビア遠征の際にマフィアに捕らえられるが、銀星倶楽部の常務である松重崇に救われ帰国。父の死後、遺言により銀星倶楽部の社長に就任する。経営難により弱小クラブに転落したこのクラブを存続させることが使命。しかし数多くの困難に直面する。
松重崇（まつしげ たかし）
銀星倶楽部の常務。社長の上水流領が倒れたあとは実質的に同社の指揮を執っている。群青をコロンビアの危機から救い出す際に米軍の協力をとりつけるなど、謎めいたところがある。
上水流領（かみずる かなめ）
銀星倶楽部のオーナー社長。本妻との間にできた娘の上水流奏に社長就任を断られ、妾の子である群青叶にその座を委ねたのち死亡。
栢本里昴（かやもと りよん）
消滅してしまった女子サッカーチーム「GEKKOコンピュータシステムサッカー部」（実質的な銀星倶楽部女子チーム）の元キャプテン。銀星倶楽部女子部としての復活を、社長になったばかりの群青叶に直訴する。人種的にはドイツ系かスラヴ系らしく、群青叶よりも背の高い金髪碧眼の女子。
老松尚之（おいまつ なおゆき）
チェシュラックの後任の監督。
木瀬正親（きせ まさちか）
社会人サッカーチーム「ベイサイド」の監督だったが、叶に老松の後任としてスカウトされる。

### インテルクルービ
上水流奏（かみずる かなで）
「インテルクルービ」の現場トップにあたる専務。一時期は「銀星倶楽部」にも務めていた。上水流領の娘で、群青叶から見て腹違いの姉。
叶に語ったインテルクルービ入社の理由は、サッカーを通じて人を連帯させるための社会研究。具体的には「地域や民族を根拠としないサッカークラブを作って、人々が地元へのこだわりを捨てる状況に導き、環境汚染やパンデミックなどで人が住めなくなった土地から安全な土地へ移動する行為を受け入れてもらいやすくすること」。
神足一歩（こうたり かずほ）
「インテルクルービ」のオーナー。成り上がりの実業家。過去に反体制活動を行っていたが、罪の大半は里昴の育ての親で反体制組織の構成員だった栢本涼風が背負った。

### その他
李弥台（リ・ミイタイ）
通称ミダイ。長身の女性。「ホッケー界の裏番」を自称している。山田の愚連隊と協力関係にある中国マフィアの娘。
高校の時に「ゴールキーパーが存在するスポーツの若年者交流会」でチカと知り合った。2023年の旧副都心暴動に巻き込まれてチカが重傷を負った苦い経験から木刀を持ち歩いている。
蓮田チカ
ろう者サッカーの代表選手。小学校高学年と見間違えそうな小柄な女性。
旧副都心暴動に遭遇したとき、一緒にいたミダイがホッケースティックで暴漢を殴ったため、その破片で頭部に重傷を負い、高度難聴になった。
田頭重國（たがみ しげくに）
鹿島N.W.O.の元最高顧問。その持論は、人間が世界を再認識するための宗教以外の手段とはフットボールである、ということ。それに関連して、神足がフットボールクラブを買収したのは社会の枠組みを変えるためであり、それは人類に大きな影響を及ぼすだろうと推測している（p215-218）。
ディータァ・フローエ
里昴の父。元プロサッカー選手。現在では、釧路がホームタウンのアマチュアクラブ「トルメンタ・エネルノルテ」の総監督。

## 用語解説
本作はパラレルな近未来（2029年）の日本を舞台とし、独自の用語が存在する。
世界同時内戦（グランデサストレ）
格差の拡大と貧困層の増大により、2024年に各国で相次ぎ内戦が勃発。連動して世界に大きな混乱をもたらした。日本も例外ではなく半年以上も戦乱がつづき、収束後も汚染区域が「ゾーン」と呼ばれて隔離され、往来にパスポートが必要になるなど、影響が残っている。対立は根深く、現在も暴動やテロが絶えない。
新都心線
成田空港と羽田空港を結ぶ鉄道新路線。地下深くにある新東京駅に停車する。光学迷彩による不可視モードを搭載している。
放棄区域（ゾーン）
情報統制のため原因ははっきりしていないが、居住に適していないと判断され立入禁止になった区域のこと。都内にも東京タワーの周辺などに存在する。

### サッカーに関する劇中用語
エンダーズ
「トップリーグの覇権争いから弾かれた隅っこにいるクラブ」を指す。実は過去の「富裕層への抵抗運動で中心的な役割を果たしていた名無しの集団とその構成員につけられたコードネーム」（p200）として使われた名称だった。
フットボールリーグ
日本最高峰のプロサッカーリーグ。ディヴィジョン1からディヴィジョン3までの三部制で、2030年から最上位の「プレミアシップ」が開設される。4部から下はアマチュアのアンダーカテゴリーとされ、オーバーリーガ（全国）、レギオナルリーガ（地域）、ランドクライスリーガ（都道府県）の各カテゴリーが存在している。
銀星倶楽部（ぎんせいくらぶ）
東京湾岸部の南で支持されているプロフットボールクラブ。かつては平均観客動員20,000人を誇る人気クラブだったが、現在では存続が危ぶまれている。
インテルクルービ
東京湾岸部の東で支持されているプロフットボールクラブ。
運営会社の正式名称は「グルッポ・デスポルチーボ・インテルクルービ・ヂ・コズモポリス」、ホームタウンにとらわれない国際的なクラブを謳い、世界平和を目標に掲げている。
セントラル、ノースエンド
それぞれ、東京の赤羽スポーツの森公園競技場、駒沢オリンピック公園総合運動場陸上競技場の周辺を支持範囲とするプロフットボールクラブ。
湾岸スタジアム
晴海埠頭に存在する巨大なスタジアム。2020年の東京オリンピックに向けて建設された。「銀星倶楽部」の母体企業、月光運輸ホールディングスが建設費用の40%を供出している。そのため「銀星倶楽部」のホームスタジアムとなっていた。このほか東京オリンピックのためいくつかの陸上競技場や専用球技場が改修されプロ興行に対応するようになっている。
鹿島N.W.O.
北関東のプロフットボールクラブ。インテルクルービに次ぐ実力をもつ。運営母体は新世界秩序クラブという社交とスポーツの会員制組織。英国との関係は明治時代から続いているらしい。